# Rainer Grießhammer

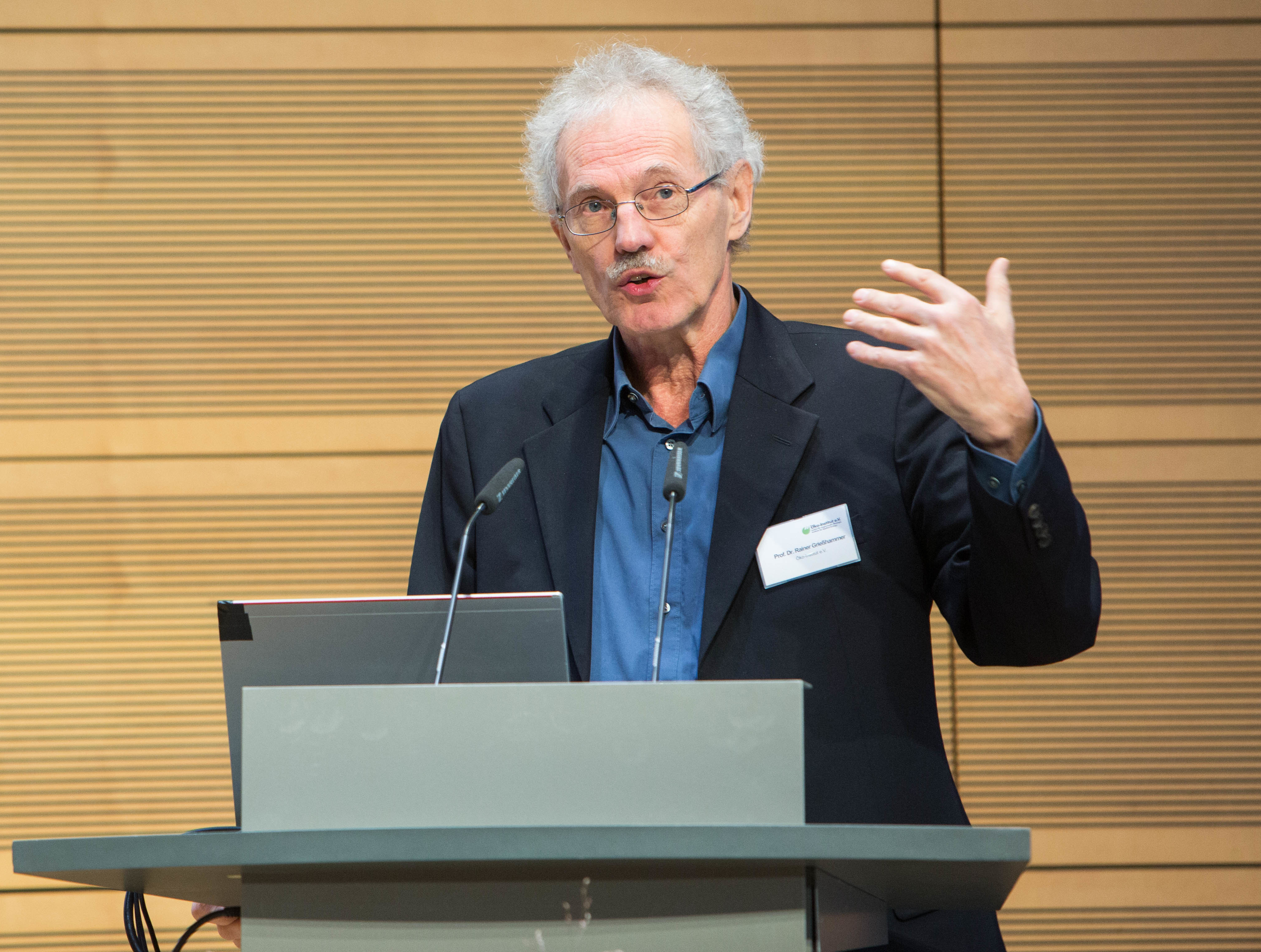
Rainer Grießhammer, 2016

Rainer Ulrich Grießhammer (* 14. Juli 1953) ist ein deutscher Chemiker, Vorstandsvorsitzender der Stiftung Zukunftserbe und Honorarprofessor für Nachhaltige Produkte an der Albert-Ludwigs-Universität Freiburg. Er ist Autor zahlreicher wissenschaftlicher Arbeiten und Bestsellerautor.

## Werdegang und Wirken
Grießhammer studierte Chemie an der Universität Basel und an der Eberhard Karls Universität Tübingen. Nach seinem Studium begann Rainer Grießhammer als Wissenschaftler beim Öko-Institut, dessen Entwicklung er bis zu seinem Ruhestand 2018 mehr als 30 Jahren mitgeprägt hat – u. a. als Vorstandsmitglied und Mitglied der Geschäftsführung. Nach seinem Eintritt in den Ruhestand arbeitete er weiterhin als Living, Adaptive and Energy-autonomous Materials Systems Senior Advisor des Öko-Instituts
Seit 2000 ist Grießhammer außerdem Vorstandsvorsitzender der Stiftung Zukunftserbe, seit 2007 in der gleichen Funktion bei der Amber Foundation, seit 2012 Honorarprofessor für Nachhaltige Produkte an der Albert-Ludwigs-Universität Freiburg. Von 2018 bis 2023 arbeitete er als Principal Investigator im Exzellenzcluster LivMatS (Living, Adaptive and Energy-autonomous Materials Systems), das von der Universität Freiburg, dem Öko-Institut und Fraunhofer-Instituten getragen wird. Von 2020 bis 2023 war Grießhammer Mitglied des Nationalen Begleitgremiums, das die staatliche Suche nach einem Standort für ein Endlager für hochradioaktive Abfälle begleitet.
Sein Werdegang spiegelt die Entwicklung der Umweltbewegung wider: vom thematischen Stiefkind zum zentralen gesellschaftlichen und politischen Thema der heutigen Zeit.
Parallel zur Arbeit im Öko-Institut war er Herausgeber des Informationsdiensts Chemie und Umwelt (1984–1997) und schrieb mehrere populärwissenschaftliche Bücher, u. a. den Bestseller Der Öko-Knigge.

## Arbeitsfelder und Projekte (Auswahl)
Arbeitsschwerpunkte von Grießhammer waren bzw. sind „Chemie und Umwelt“ (etwa 1982–1992), Produktbewertung und Ökobilanzen (etwa 1989–1995), Nachhaltige Entwicklung und Stoffstrommanagement (etwa 1992–2000), Nachhaltige Produkte und Konsum (etwa 1996 bis heute) sowie Transformationen (seit 2010). Mit seinen produktbezogenen Arbeiten prägte er wesentlich die internationale Methodenentwicklung im Bereich Ökobilanzen (Life-Cycle-Management, Stoffstromanalysen und Produktlinienanalyse). Entsprechende Projekte und Critical Reviews wurden auf EU-Ebene und in den Ländern Dänemark, Frankreich, Großbritannien, Niederlande, Schweden und Schweiz durchgeführt.
Die Forschungsprojekte im Schwerpunkt „Chemie und Umwelt“ (etwa 1982–1992) konzentrierten sich einerseits auf Problemanalysen und Umweltauswirkungen durch Chemikalien, andererseits auf die Chemikaliengesetzgebung, die Altstoffverordnung und die Konzeption einer neuen Chemiepolitik. Höhepunkt und Abschluss waren die Arbeiten in und für die Enquête-Kommission „Schutz des Menschen und der Umwelt“ des Deutschen Bundestags. Das Konzept eines gesellschaftlich veränderten Umgangs mit Chemikalien und die Ergebnisse der Enquete-Kommission im Deutschen Bundestag wurden von Grießhammer wesentlich beeinflusst.
Der Schwerpunkt „Produktbewertung und Ökobilanzen“ (etwa 1989–1995) war vor allem durch die maßgebliche Mitentwicklung der Ökobilanz-Methode (auch international im Rahmen der SETAC) und durch praxisorientierte Ökobilanzen und Produktbewertungen unterschiedlichster Produkte (Waschmittel, Haushaltsgeräte, TV-Gerät, Computer, FCKW-haltige Produkte, Recyclingpapier, Verpackungen, OP-Abdeck-Materialien, Kunststoffe, Textilien, Kaffee) gekennzeichnet. Im Rahmen der ISO-Norm 14040 ist für veröffentlichte Ökobilanzen die Durchführung von aufwändigen „Critical reviews“ vorgeschrieben – hier zählt Grießhammer international zu den am häufigsten nachgefragten Gutachtern.
Die Forschungsarbeiten im Schwerpunkt Nachhaltige Entwicklung und Stoffstrommanagement (etwa 1992–2000) konzentrierten sich auf übergeordnete Umweltziele und Nachhaltigkeitsindikatoren, auf die Konkretisierung und Umsetzung des Leitbilds der Nachhaltigen Entwicklung im Bereich von Produkten und Stoffen allgemein und speziell auf einzelne Branchen und Bedürfnisfelder (Information und Kommunikation, Bauen und Wohnen, Kleidung und Waschen), sowie auf die Gestaltung von Akteurskooperationen.
Etwa 1996 begannen die Forschungsarbeiten zum Thema Nachhaltige Produkte und Konsum. Eine große Rolle auf diesem Arbeitsfeld spielt die Methoden-Entwicklung der Produkt-Nachhaltigkeits-Analyse PROSA. Besondere Schwerpunkte liegen bei PROSA und gegenüber der Ökobilanz auf der Analyse sozialer und ökonomischer Aspekte sowie auf dem Einbezug von Nutzenaspekten und Konsumforschung. Bei der Entwicklung der zugehörigen Einzeltools wurde auf eine internationale Harmonisierung und Erfahrungsaustausch geachtet, beispielsweise mit der SETAC zur Lebenszykluskostenrechnung (Life Cycle Costing), mit der UNEP-SETAC – Life Cycle Initiative zur Sozialbilanz (Social LCA) und mit Großunternehmen zur Anwendung in der Praxis.
Grießhammers Arbeitsschwerpunkte kommen bei der EcoTopTen-Initiative zum Tragen, einer produktübergreifenden Kampagne für nachhaltige Produkte. Die Initiative wurde mit einem von Grießhammer konzipierten und geleiteten Projekt im Auftrag des BMBF und mehrerer Unternehmen vorbereitet und wird seit März 2005 mit einer großen Infokampagne an die Öffentlichkeit kommuniziert.
Seit 2010 forscht er zu den Themenkomplexen Transformationen, Nachhaltige Industriepolitik und Produktpolitik. In den 2010er Jahren leitete Grießhammer zusammen mit Matthias Bergman (isoe – Institut für sozial-ökologische Forschung) das Begleitvorhaben zum BMBF-Programms „Umwelt- und sozialverträgliche Transformation des Energiesystems“.
Nach 39 Jahren Arbeit im Öko-Institut zog sich Grießhammer im Jahr 2018 aus der Geschäftsführung des Öko-Instituts zurück. Er arbeitet seitdem als Senior Advisor des Öko-Instituts und weiterhin als Vorstandssprecher der Stiftung Zukunftserbe sowie Honorarprofessor an der Universität Freiburg. 2018 begann seine Mitarbeit als Principal Investigator im Exzellenzcluster LivMatS, das von der Universität Freiburg, dem Öko-Institut und Fraunhofer-Instituten getragen wird.

## Mitgliedschaften
Sachverständiges Mitglied in der Enquete-Kommission „Schutz des Menschen und der Umwelt“ des Deutschen Bundestags (1992–1994), Wissenschaftlicher Beirat für Verbraucher- und Ernährungspolitik beim Bundesministerium für Ernährung, Landwirtschaft und Verbraucherschutz (2002–2007); Stv. Mitglied beim Kuratorium der Stiftung Warentest (seit 2003), Mitglied im Wissenschaftlichen Beirat der Bundesregierung Globale Umweltveränderungen (WBGU) (2004–2009), Mitglied im Wissenschaftlichen Beirat von Terre des hommes (2012–2017), Mitglied im Kuratorium der Utopia-Stiftung (2008–2015) und im wissenschaftlichen Beirat der Zeitschrift für Technikfolgenabschätzung in Theorie und Praxis (TATuP).

## Auszeichnungen
Im Jahr 2010 wurde Grießhammer mit dem Deutschen Umweltpreis der Deutschen Bundesstiftung Umwelt ausgezeichnet. Im Januar 2020 wurde ihm das Bundesverdienstkreuz am Bande verliehen.

## Schriften (Auswahl)
- Letzte Chance für den Wald: Die abwendbaren Folgen des sauren Regens. Dreisam-Verlag, Freiburg 1983, ISBN 3-921472-65-2.
- Formaldehyd – Eine Nation wird geleimt zusammen mit Fritz Vahrenholt und Frank Claus, rororo aktuell, Reinbek 1984, ISBN 3-499-15543-5.
- Der Ökokoch, Rainer Grießhammer und Siegfried de Witt, Rowohlt-Verlag, Reinbek 1986, ISBN 3-498-02439-6.
- Ozonloch und Treibhauseffekt, zusammen mit Christian Hey, Peter Hennicke, Fritz Kalberlah, Rowohlt-Verlag, Reinbek 1989, ISBN 3-499-12603-6.
- Chemie und Umwelt. Reihe Gute Argumente, Beck-Verlag, München 1993, ISBN 3-406-32323-5.
- Der Öko-Knigge. Rowohlt-Verlag, Reinbek 1990, ISBN 3-499-18351-X. (Platz 1 der Spiegel-Bestsellerliste in den Jahren 1984 und 1985)
- Wen macht die Banane krumm? Rowohlt-Verlag, Reinbek 1995, ISBN 3-499-19361-2.
- zusammen mit Edmone Roffael: Verwendung von Durchforstungsholz und Altpapier zur Papierherstellung unter Berücksichtigung forstwirtschaftlicher Belange, Luft, Boden, Abfall. (Heft 37), Stuttgart 1995
- Ätzend – Ein Chemiebuch. Rowohlt-Verlag, Berlin 2000, ISBN 3-87134-361-7.
- Der Klima-Knigge. Booklett, Berlin 2007, ISBN 978-3-940153-02-9.
- „Nachhaltige Industriepolitik am Beispiel der Haushaltsgeräte-Industrie“, BMBF-Studie des Öko-Instituts, Freiburg 2011
- „Energieeffizienter Klimaschutz bei Produkten. Vorhaben zur Weiterentwicklung des nationalen Teils der Klimaschutzinitiative“, Studie des Öko-Instituts, Freiburg 2012 (Gefördert durch: Bundesministerium für Umwelt, Naturschutz und Reaktorsicherheit BMU im Rahmen der Nationalen Klimaschutz-Initiative)
- „Wie Transformationen und gesellschaftliche Innovationen gelingen können“. Baden-Baden 2015, ISBN 978-3-8487-2611-0
- „How Transformations and Social Innovations Can Succeed“, Baden-Baden 2015, ISBN 978-3-8487-2741-4
- #klimaretten – Jetzt Politik und Leben ändern, Freiburg 2019, ISBN 978-3-7841-3203-7
- Alles wird gut – nur anders. Geschichten aus dem Jahr 2037. Oekom Verlag, München 2024, ISBN 978-3-98726-087-2.